# Strada statale 597 del Logudoro
La strada statale 597 del Logudoro (SS 597), ufficialmente di Logudoro, è una strada statale italiana localizzata in Sardegna. Ha fatto parte dell'itinerario Sassari-Olbia assieme alla strada statale 199 di Monti, prima dell'istituzione dell'omonima strada statale 729.
Lunga 71,937 km, parte a Codrongianos e arriva a Monti. Attraversa il Goceano e il Monteacuto. A seguito del completamento della Strada statale 729 Sassari-Olbia ha perso quasi tutta la sua importanza, diventando funzionalmente complanare di quest’ultima.

## Storia
La nascita si ebbe con il decreto del Ministro dei lavori pubblici del 9 dicembre 1969, grazie al quale venne definito il primo itinerario "Innesto strada statale n. 131 presso Codrongianos - bivio per Tula - innesto strada statale n. 199 presso Oschiri con una lunghezza di 41,986 km"
Il tracciato di nuova costruzione, radente la basilica di Saccargia, consentiva di raggiungere velocemente da nord la strada provinciale passante per Ardara, Chilivani, e Ozieri evitando di dovere raggiungere il bivio per Siligo dalla statale 131, e di arrivare a Oschiri senza immettersi nella statale 199 dal suo inizio presso Ozieri.
Per fluidificare il transito verso Olbia, successivamente alla realizzazione del tronco Monti - Olbia della  statale 199, venne realizzato in seguito un tratto tra Oschiri e Monti, privo di incroci a raso, che permetteva di evitare l'attraversamento dei centri abitati e le curve del vecchio percorso. Questo tratto assunse la classificazione di nuova strada ANAS 241, e diventò funzionalmente un'estensione della 597, nonostante dal punto di vista amministrativo fosse una strada diversa.
La strada si dimostrò nel tempo una delle meno sicure di tutta l'isola: fece registrare 85 vittime in poco più di 15 anni riportando una rilevante incidentalità per chilometro, arrivando addirittura ad influenzare negativamente il tasso di mortalità negli incidenti stradali della provincia di Olbia-Tempio. Per questo motivo guadagnò l'appellativo di "strada della morte".
Il tracciato ufficiale rimase immutato fino al 2011, quando nell'ottica di realizzazione del corridoio Sassari-Olbia, venne ricompreso nello stesso:
- la nuova strada ANAS 241 Oschiri-Monti (NSA 241) di 25,580 km, fino all'innesto con la strada statale 199 di Monti presso Monti;
- il tratto finale della strada statale 199 di Monti (costruito in variante al caposaldo originale di Telti alla fine degli anni '70[12]) dal termine dello svincolo con la NSA 241 fino all'innesto con la strada statale 125 Orientale Sarda nei pressi dell'aeroporto di Olbia-Costa Smeralda.

Il breve tratto dall'innesto della NSA 241 a Oschiri, insieme al tratto sotteso già dismesso della SS199, vennero classificate come strada provinciale 16M.

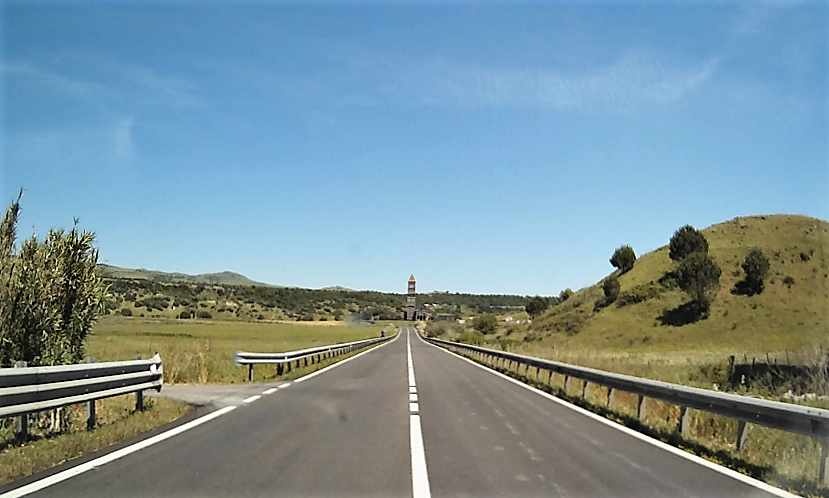
Il lungo rettilineo di fronte alla basilica di Saccargia

Solo nel 2017, con la classificazione della strada statale 729 Sassari-Olbia, il tracciato della SS 597 è divenuto quello attualmente in vigore, con una lunghezza di 68,000 km e i seguenti capisaldi di itinerario: "Innesto con la SS n. 131 presso Codrongianus - Bivio per Tula - Svincolo di Oschiri - Svincolo di Monti - Innesto con la SS n. 729 (Km 61+450)", occupando i lotti non ancora realizzati della nuova strada.
Al 2025, con il completamento del tracciato della Sassari - Olbia, la sede storica della strada rimane funzionalmente come complanare nel tratti Codrongianos - Oschiri e nella prima metà del tratto Monti - Olbia. Il tratto Oschiri - Monti, già NSA 241, è stato raso al suolo per consentire la costruzione della carreggiata in direzione Olbia. Un breve tratto costruito ex novo estende, come complanare, il breve tratto preservato dalla stazione di Monti alla stazione di Chirialza. Rimane invece trafficato il breve tratto, divenuto funzionalmente una bretella, di congiunzione con la Statale 672 per Tempio Pausania.